# Ischnojoppa madagascariensis
Ischnojoppa madagascariensis är en stekelart som beskrevs av Heinrich 1938. Ischnojoppa madagascariensis ingår i släktet Ischnojoppa och familjen brokparasitsteklar. Inga underarter finns listade i Catalogue of Life.